# Trevor Bolder

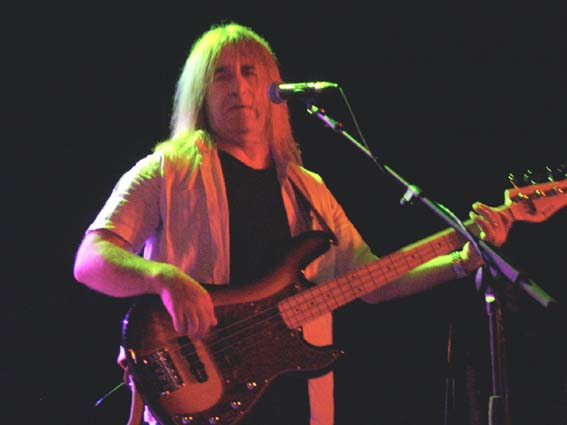
Trevor Bolder 2006

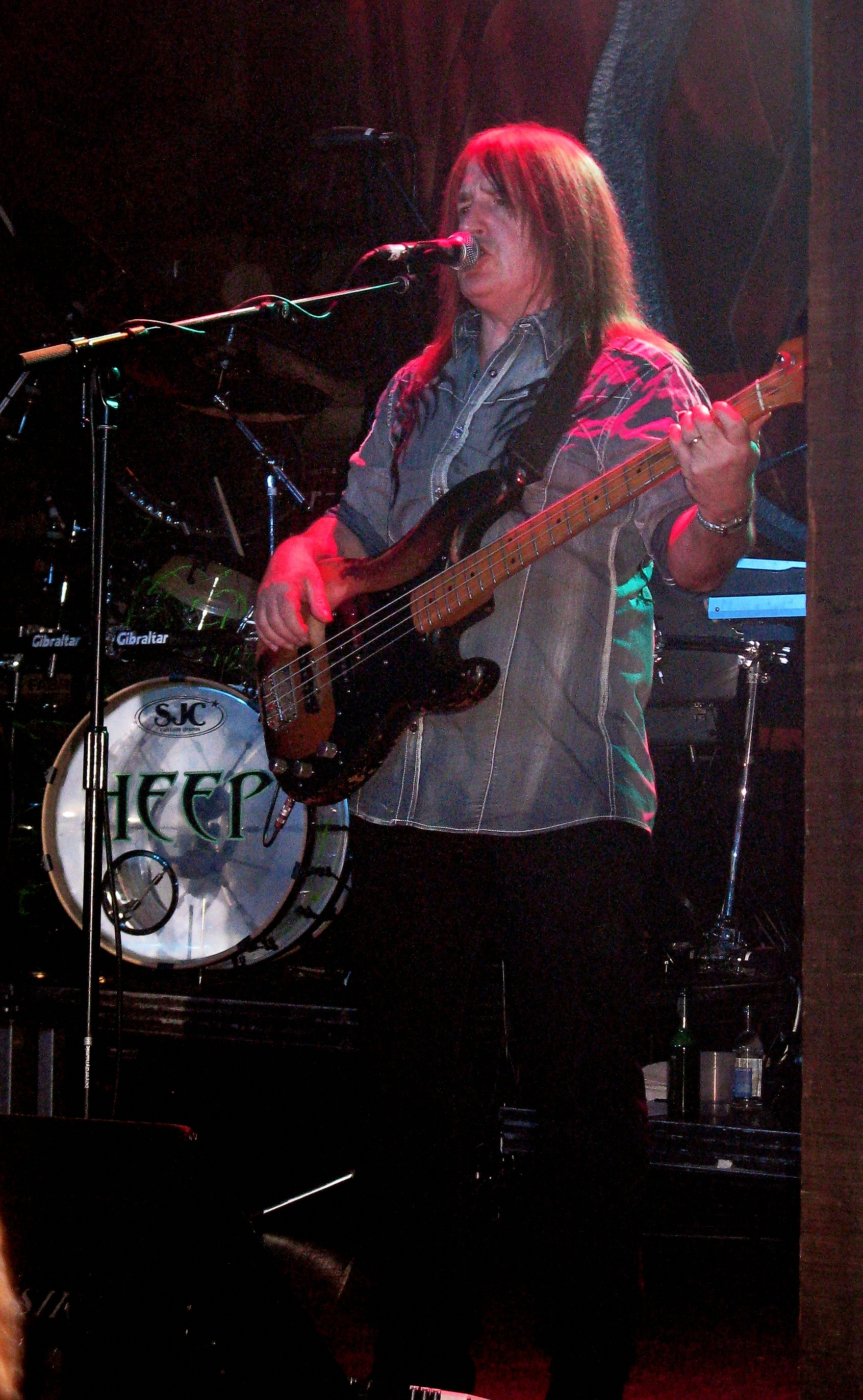
Trevor Bolder 2011

Trevor Bolder (* 9. Juni 1950 in Kingston upon Hull, Yorkshire, England; † 21. Mai 2013 ebenda) war ein britischer Rock-Bassist, Songwriter und Musikproduzent.

## Leben
Mitte der 1960er Jahre spielte Bolder in der lokalen R&B-Szene, der auch Gitarrist und Multiinstrumentalist Mick Ronson angehörte. Beide feierten ihren Durchbruch in der Begleitband von David Bowie, die bald nach dem Bowie-Album The Rise and Fall of Ziggy Stardust and the Spiders from Mars als Spiders from Mars bekannt wurde. Hier spielte Bolder gelegentlich auch Trompete.
1976 wurde er von Uriah Heep als Ersatz für den vorherigen Bassisten John Wetton rekrutiert. Nach vier Alben (Firefly, Innocent Victim, Fallen Angel und Conquest) löste sich die Band 1981 kurzfristig auf. Bolder kam daraufhin bei der Twin-Gitarren-Formation Wishbone Ash unter, kurioserweise erneut als Ersatz für John Wetton. Mit dieser Band nahm er das Album Twin Barrels Burning auf und ging mit ihr auch auf Tour. 1983 kehrte er in die Rhythmus-Sektion von Uriah Heep zurück, wo er Bob Daisley am Bass ablöste. Bei den danach entstandenen Alben trat Bolder auch vermehrt als Texter, Komponist und Produzent für Uriah Heep in Erscheinung.
Bolder spielte auch bei den Cybernauts, einer kurzlebigen David-Bowie-Coverband.
Er erlag am 21. Mai 2013 einem Krebsleiden. Er ist auf dem St. Peter’s Churchyard in Rowley, East Yorkshire, begraben.
2020 erschien das posthume Soloalbum Sail the Rivers. Die Titel sind allesamt Neuaufnahmen von Solostücken und einigen Songs, die auch zu Uriah Heep-Songs wurden. Unterstützt von Bolders Familie haben Derk Gallagher (Gesang), Mick Box (Gitarre, Uriah Heep), Lee Kerslake (Schlagzeug, Uriah Heep) und Laurie Wisefield (Gitarre, Wishbone Ash) mit den  Originaltracks von Trevor Bolder dieses Album produziert. Das Cover-Artwork des Albums stammt von Ioannis, der auch die Cover einiger Uriah Heep-Alben gestaltet hat, auf denen Trevor Bolder mitgewirkt hat.

## Diskografie
Solo
- 2020: Sail the Rivers (Posthume Produktion)

Mit David Bowie
- 1971: Hunky Dory
- 1972: The Rise and Fall of Ziggy Stardust and the Spiders from Mars
- 1972: Santa Monica '72 (1972 live aufgenommen, 1994 veröffentlicht)
- 1973: Aladdin Sane
- 1973: Pin Ups
- 1973: Ziggy Stardust – The Motion Picture (1973 live aufgenommen, 1983 veröffentlicht)

Mit Cybernauts
- Cybernauts Live

Mit Dana Gillespie
- Weren’t Born a Man

Mit Ken Hensley
- Free Spirit
- From Time to Time

Mit Mick Ronson
- 1974: Slaughter on 10th Avenue
- 1975: Play Don’t Worry
- Main Man
- Memorial Concert

Mit The Spiders from Mars
- Spiders from Mars

Mit Uriah Heep
- 1977: Firefly
- 1977: Innocent Victim
- 1978: Fallen Angel
- 1979: Live in Europe
- 1980: Conquest
- 1985: Equator
- 1988: Live in Moscow
- 1989: Raging Silence
- 1991: Different World
- 1994: Still 'eavy, Still Proud
- 1995: Sea of Light
- 1998: Sonic Origami
- 2001: Acoustically Driven
- 2008: Wake the Sleeper
- 2009: Celebration
- 2011: Into the Wild

Mit Wishbone Ash
- 1982: Twin Barrels Burning